# Camponotus cuauhtemoc
Camponotus cuauhtemoc é uma espécie de inseto do gênero Camponotus, pertencente à família Formicidae.